# تحمل ایمنی
تحمل ایمنی (انگلیسی: Immune tolerance) یا تولرانس ایمونولوژیک حالتی از بی‌پاسخی سیستم ایمنی بدن است که در اثر برخورد قبلی با آنتی‌ژن به وجود آمده است که قواعد مرسوم برانگیختن پاسخ ایمنی در آن پیروی نمی‌شود. تحمل ایمنی بسته به جایگاه القای آن طبقه‌بندی می‌شود؛ تحمل مرکزی در تیموس و مغز استخوان و تحمل محیطی که در بافت‌های دیگر و گره‌های لنفاوی رخ می‌دهد. هرچند سازوکارهای القای تحمل مرکزی و محیطی متفاوت است اما نتیجه آن همسو و در جهت تعدیل سیستم ایمنی خواهد بود.
تحمل ایمنی برای حفظ وضعیت نرمال کارکرد بدن و هم‌ایستایی الزامی است. تحمل مرکزی این قابلیت را به سیستم ایمنی می‌دهد تا بین آنتی‌ژن‌های خودی و غیرخودی تمایز قائل شود تا پدیده خودایمنی رخ ندهد. تحمل محیطی نیز نقش به‌سزایی در جلوگیری از ازدیاد واکنش به عوامل محیطی مانند آلرژن‌ها یا میکروبیوم روده ایفا می‌کند. بروز نواقص چه در تحمل مرکزی یا در تحمل محیطی می‌تواند منجر به بیماری‌های خودایمنی شود که در میان آنها می‌توان به لوپوس اریتماتوس منتشر، روماتیسم مفصلی، دیابت نوع ۱، سندرم پلی‌اندوکراین خودایمن نوع ۱ (APS-1) و همچنین سندرم اختلال ایمنی وابسته به X همراه با انتروپاتی با پلی‌اندوکرینوپاتی (IPEX) اشاره کرد. علاوه بر این، اختلالات تحمل ایمنی می‌تواند در گسترش بیماری‌های همچون آسم، آتوپی و بیماری التهابی روده نقش داشته باشد.
در رابطه با بارداری، جنین حاوی ژن‌هایی است که از پدر به ارث رسیده و برای مادر آلوژنیک است و دراینجا تحمل ایمنی با تخفیف دادن واکنش‌های ایمنی سازوکاری حیاتی برای حفظ روند حاملگی به‌شمار می‌رود که از سقط خودبه‌خودی جلوگیری خواهد کرد.
در عین حال، تحمل ایمنی هم می‌تواند مشکلاتی برجای بگذارد؛ به‌طور مثال ممکن است اجازه شکل‌گیری عفونتی موفق توسط میکروب‌های بیماری‌زا را که سیستم ایمنی را دور زدند، بدهد. علاوه بر این القای تحمل محیطی راهبرد بسیاری از سرطان‌ها برای جلوگیری از تشخیص و تخریب‌شان توسط سیستم ایمنی است.